# Gerald P. Carr
Gerald P. Carr, född 22 augusti 1932 i Denver i Colorado, död 26 augusti 2020 i Albany, New York, var en amerikansk astronaut uttagen i astronautgrupp 5 den 4 april 1966.

## Privatliv
Carr föddes i Denver, Colorado, men växte upp i Santa Ana, Kalifornien, som han ansåg vara sin hemstad. I sitt första äktenskap, som slutade med skilsmässa, fick han tre döttrar och tre söner. Han gifte 1979 om sig med doktor Patricia L. Musick (och fick därmed tre styvdöttrar). Hans fritidsintressen var bland annat snorkling, simning, fågeljakt, fiske och träbearbetning. Carr var en Eagle Scout och mottagare av Distinguished Eagle Scout Award från scouterna i USA. Han var också medlem i det internationella broderskapet Tau Kappa Epsilon.

## Rymdfärder
Skylab 4